# Neoctenus finneganae
Neoctenus finneganae là một loài nhện trong họ Trechaleidae.
Loài này thuộc chi Neoctenus. Neoctenus finneganae được Cândido Firmino de Mello-Leitão miêu tả năm 1948.